# Саби (крепость)
Саби (кор. 사비?, 泗沘?) — бывшая столица корейского царства Пэкче с 538 по 660 г., когда Пэкче было покорено соседним царством Силла. Крепость Саби находилась на территории современного округа Пуё, провинция Южный Чхунчхон, Южная Корея.
Крепость Саби состоит из внутренней крепости, разделённой дорогами, в центре которых находится королевский дворец — оборонительная крепость горы Пусо с наружной стеной, окружающей дворец. Внутренняя часть крепости разделена на 5 районов. Существование районов подтверждается находками камней, черепицы крыш и деревянных табличек с выгравированными названиями административных районов. Предполагается, что королевский дворец Пэкче находился именно здесь.

## Галерея

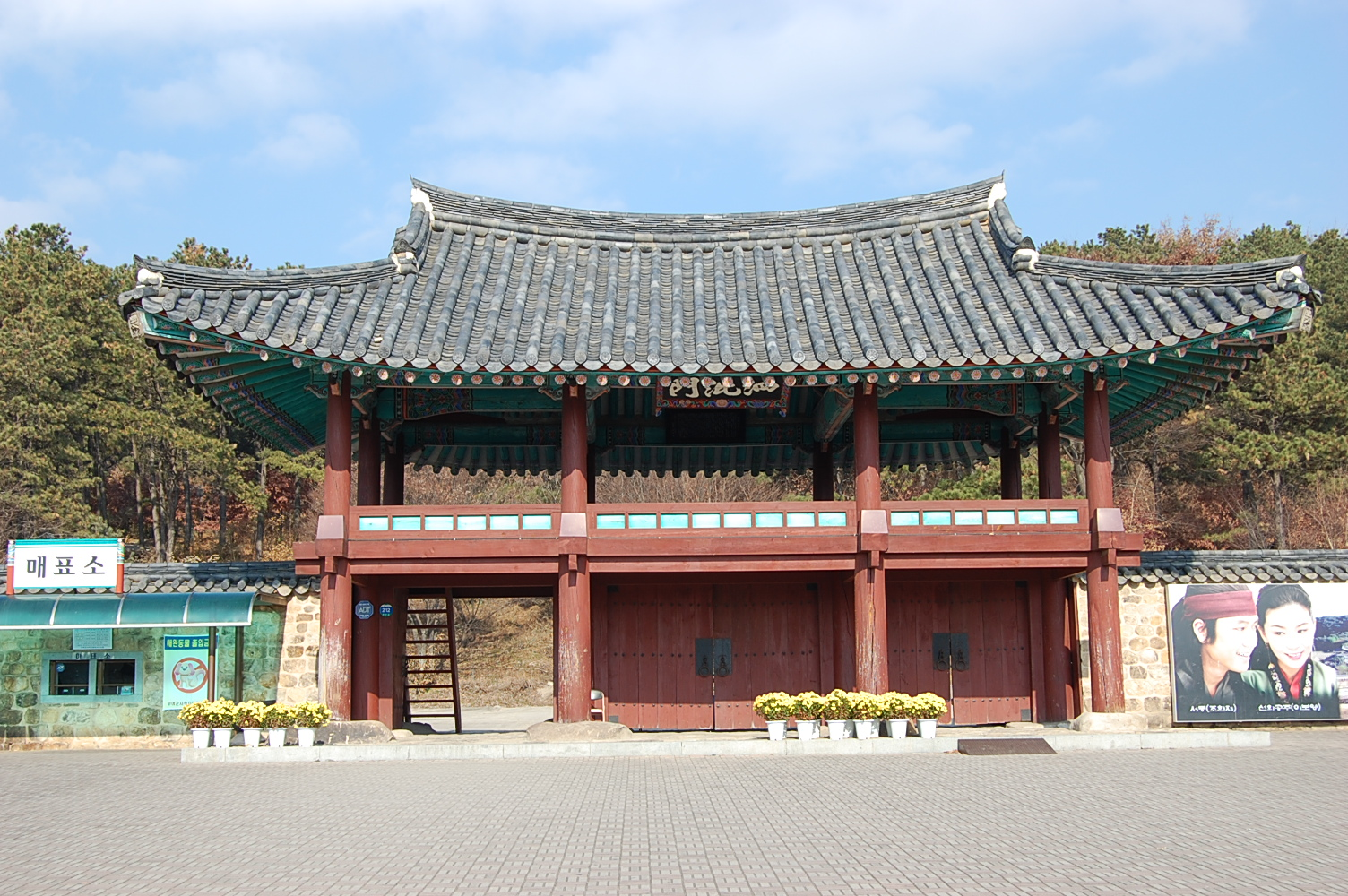
Ворота Крепости горы Пусо
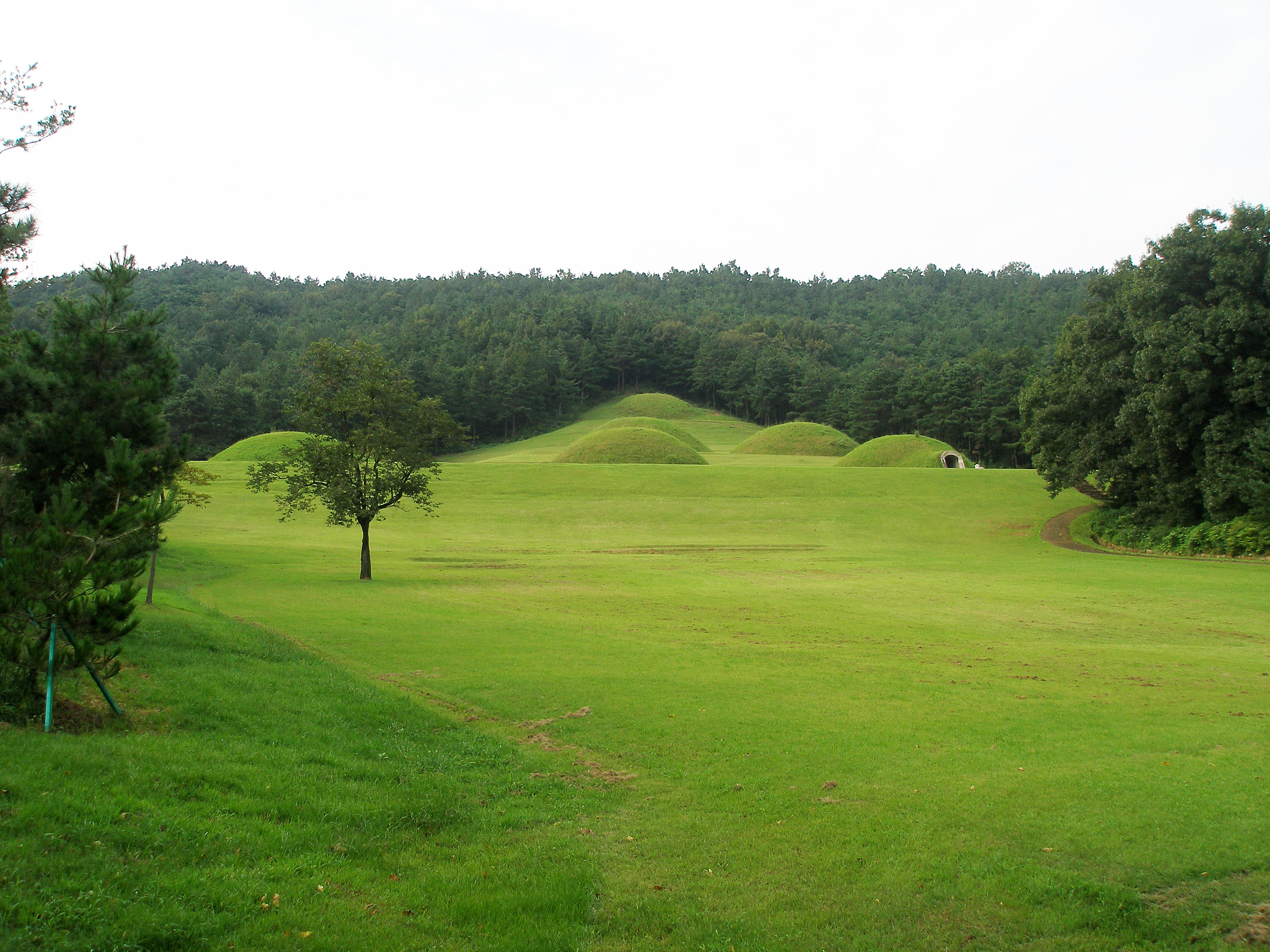
Гробницы Нынсалли